# Adelphophagie

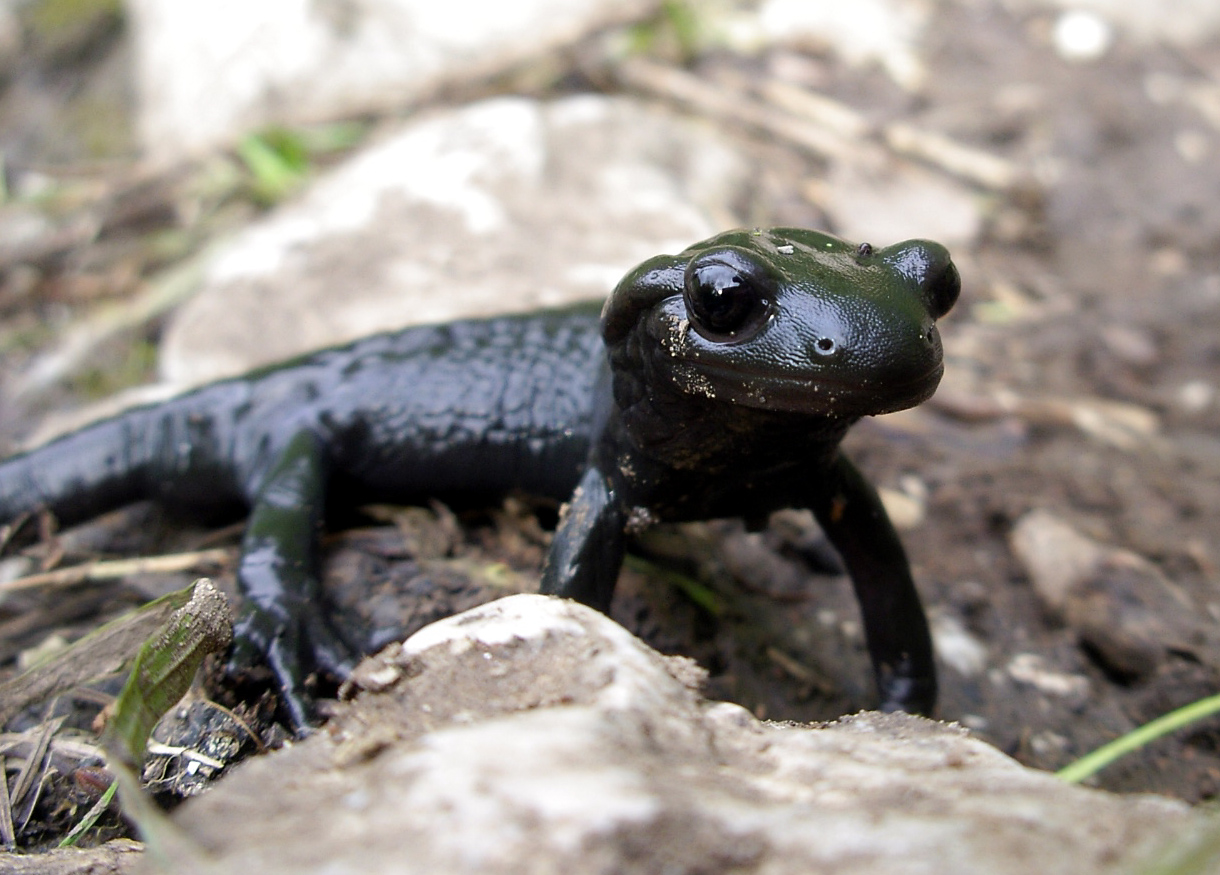
Der Alpensalamander (Salamandra atra) zeigt Oophagie, während die Jungtiere sich noch im Mutterleib befinden.

Die Adelphophagie (von griech. αδελφοί adelphoi = „Geschwister“ und φάγος phagos = „Fresser“) bezeichnet das Töten und Auffressen von Jungtieren durch ihre Geschwister. Vogelkundler beschreiben dieses Verhalten, das unter anderem bei Greifvögeln auftritt, in der Regel als Kainismus.
Auch der Kannibalismus befruchteter Eier in unterschiedlichen Entwicklungsstadien, die sogenannte Oophagie durch die Geschwister (u. a. bei Fröschen wie Oophaga), zählt zur Adelphophagie.
In der Fachsprache wurde außerdem das Lehnwort Siblizid aus dem Englischen übernommen. Als Synonym für Geschwistertötung beinhaltet es jedoch lediglich die Tötung des Geschwister ohne den anschließenden Verzehr.
Außerdem kann Adelphophagie als das Auffressen von Geschwistern ohne deren vorherige Tötung verstanden werden. Bei akutem Nahrungsmangel reagiert beispielsweise der Weißstorch, indem tote Küken an die Geschwister verfüttert werden. Diese sind entweder von selbst verhungert, von den Geschwistern getötet worden oder durch Infantizid der Altvögel ums Leben gekommen.

## Unterscheidungskriterien

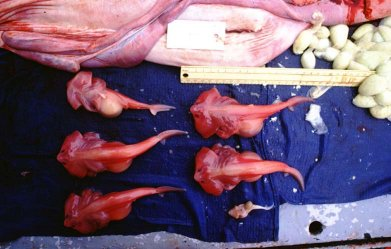
Die Embryos von Haien sind unterschiedlich groß

Abgegrenzt wird dabei der Kainismus, der bei verschiedenen Vogelarten (z. B. bei Eulen und Greifvögeln) auftritt, von Formen der Adelphophagie, die bereits in der Gebärmutter auftreten können. Nähreier, Embryonen oder Jungtiere in unterschiedlichen embryonalen Entwicklungsstadien werden bei einer Reihe von Tiergruppen bereits vorgeburtlich getötet und gefressen.
Dieser uterine Kannibalismus (oder embryonale Kannibalismus) ist unter anderem bei Sandtigerhaien normal und tritt auf, sobald die größten Jungtiere eine Länge von ca. 10 cm erreicht haben und beginnen, ihre zum Teil deutlich kleineren Geschwister zu fressen.
Bei der direkten Adelphophagie werden Jungtiere von den Muttertieren über befruchtete Nähreier (Oophagie) oder Embryonen in verschiedenen Entwicklungsstadien ernährt. Dabei kann es bei dem normalen Nachwuchs zur Bildung von speziellen Fressstadien kommen, die für diese Ernährung anatomisch speziell ausgestattet sind. Ein Beispiel hierfür stellen die Baumsteigerfrösche der Gattung Oophaga dar, deren Kaulquappen durch Eier der Mutter ernährt werden. Bei vielen Formen kommt es zu einer typischen Arretierung der zur Ernährung bereitgestellten Entwicklungsstadien, die wahrscheinlich genetisch gesteuert festgelegt wird (Oocytärer Dimorphismus vor der Befruchtung) oder über eine Besamung durch atypische Spermien reguliert wird. Diese Form der Adelphophagie kommt vor allem bei Vorderkiemerschnecken, Ringelwürmern oder auch Amphibien vor.

## Beispiele
Adelphophagie konnte u. a. bei folgenden Tieren nachgewiesen werden: Vorderkiemer, Schnurwürmer, Ringelwürmer (wie z. B. Wenigborster und Vielborster), Haie sowie diverse Amphibien.

### Vögel

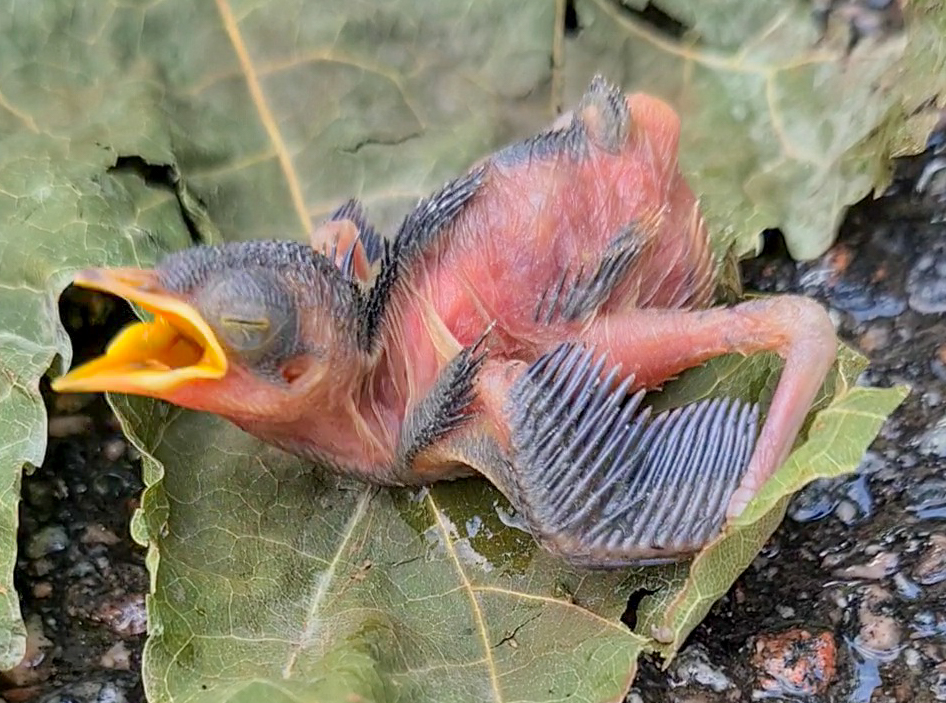
Frisch geschlüpfte Elster (Pica pica)

Bei Vögeln tritt Siblizid entweder situativ als fakultativer Kainismus auf (insbesondere bei Nahrungsmangel), ist aber bei einigen Arten, die zeitversetzt wenige Eier legen, angeboren (obligater Kainismus).
- Blaufußtölpel (Sula nebouxii)[8]
- Braunpelikan (Pelecanus occidentalis)[9]
- Dreizehenmöwe (Rissa tridactyla)[10]
- Eleonorenfalke (Falco eleonorae)[7]
- Elster (Pica pica)[11]
- Maskentölpel (Sula dactylatra)[12]
- Nazcatölpel (Sula granti)[8]
- Schleiereule (Tyto alba)[13]
- Schreiadler (Aquila pomarina)[6]
- Weißbauchtölpel (Sula leucogaster)[14]

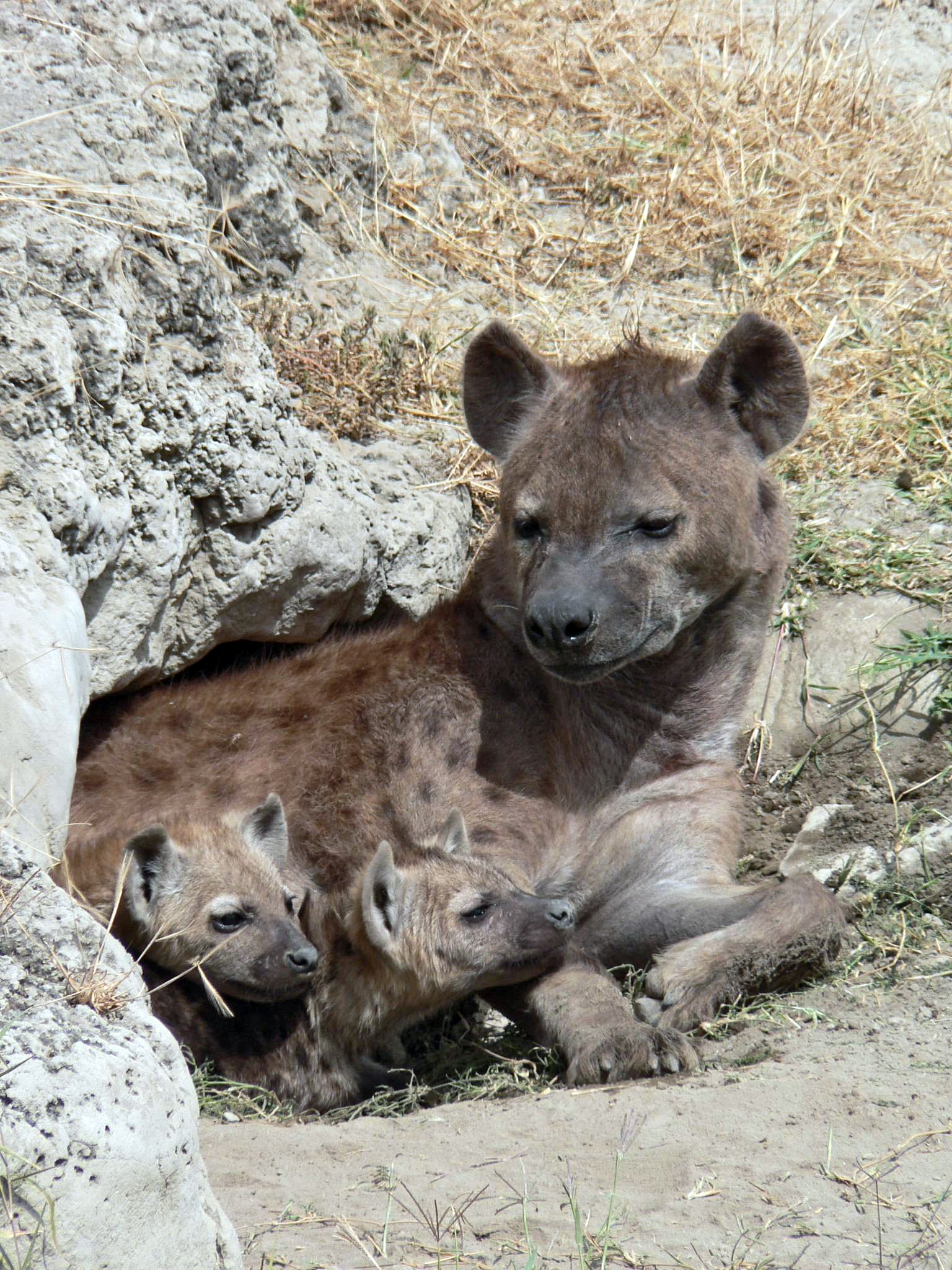
Auch bei der Tüpfelhyäne kommt es vor, dass die Geschwister einander töten.

- Weißstorch (Ciconia ciconia)[4]

### Haie
- Heringshai[2]
- Makrelenhai[2]
- Riesenhai
- Sandtigerhai[2][5]
- Weißer Hai

### Sonstige Tierarten
- Alpensalamander (Salamandra atra)[2]
- Tüpfelhyäne (Crocuta crocuta)[15]
- Vorderkiemerschnecken